# Réserve indienne de Grand Portage
Grand Portage est une réserve indienne américaine située dans le Minnesota, habitée par des Ojibwés.

## Démographie
Sa population s'élève en 2016 à 621 habitants selon l'American Community Survey.
| Groupe            | Grand Portage | Minnesota | États-Unis |
| ----------------- | ------------- | --------- | ---------- |
| Amérindiens       | 67,6          | 1,1       | 0,9        |
| Blancs            | 26,9          | 85,3      | 72,4       |
| Métis             | 2,1           | 2,4       | 2,9        |
| Autres            | 3,4           | 11,2      | 23,8       |
| Total             | 100           | 100       | 100        |
|                   |               |           |            |
| Latino-Américains | 0,9           | 4,7       | 16,7       |

Selon l'American Community Survey, pour la période 2011-2015, 78,03 % de la population âgée de plus de 5 ans déclare parler l'anglais à la maison, 8,48 % le français, 7,79 % l'ojibwé, 1,38 % le portugais, 0,87 % l'espagnol, 0,69 % le tagalog et 2,77 % une autre langue.